# Референдум у Молдові (2010)
Рефере́ндум що́до змін до Конститу́ції Молдо́ви відбувся 5 вересня 2010 року.

Питання стосувалося статті 78 Конституції про порядок обрання президента країни. Виборцям було запропоновано відповісти на одне запитання:
Ви підтримуєте внесення зміни до конституції, щоби президента Республіки Молдова обирали всенародно?.
Виборчий бюлетень містив два варіанти відповіді: так і ні. Утім, референдум було визнано таким, що не відбувся: за даними ЦВК Молдови, участь у голосуванні взяли лише 29,7 % виборців, в той час як за законом їх має бути не менше як 33 %.
З 2001 року президента Молдови обирає парламент країни. З квітня 2009 року вже два парламенти не спромоглися цього зробити, тож референдумом ліберально-демократична коаліція намагалася вирішити політичну кризу в країні.

## Позиція політичних партій
Позиції, які зайняли політичні партії, закликаючи своїх членів і прибічників:
| - Демократична партія Молдови (Коаліція за європейську інтеграцію (КЄІ)) - Наша Молдова (КЄІ) - Ліберальна партія Молдови (КЄІ) - Ліберально-демократична партія Молдови (КЄІ) - Рух «Європейська дія» - Республіканська партія Молдови - Національно-ліберальна партія Молдови - Народна республіканська партія Молдови - Екологічна партія Молдови «Зелений альянс» - За народ і батьківщину - Гуманчстична партія Молдови - Суспільно-політичний рух ромів Молдови - Румунська національна партія - Робітнича партія Молдови - Єдина Молдова - Соціалістична партія Молдови - Центристський союз Молдови | - Комуністична партія - Суспільно-політичний рух «Рівноправ'я» - Християнсько-демократична народна партія (Молдова) - Партія соціалістів Молдови «Батьківщина» - Консервативна партія Молдови - Сусіпльно-політичний рух «Нова сила» - Партія «Патріоти Молдови» - Соціал-демократична партія Молдови |